# Манастиреа (Малуштени)
Манастиреа (рум. Mânăstirea) насеље је у Румунији у округу Васлуј у општини Малуштени. Oпштина се налази на надморској висини од 195 m.

## Становништво
Према подацима из 2002. године у насељу је живело 150 становника, од којих су сви румунске националности.